# Tenuipalpus philippinensis
Tenuipalpus philippinensis är en spindeldjursart som först beskrevs av Corpuz-Raros 1978.  Tenuipalpus philippinensis ingår i släktet Tenuipalpus och familjen Tenuipalpidae. Inga underarter finns listade i Catalogue of Life.